# ホホスジタルミ
ホホスジタルミ（学名： Macolor macularis） は、フエダイ科に分類される魚の一種。インド太平洋に分布する。

## 分類と名称
1931年にアメリカの魚類学者であるヘンリー・ウィード・ファウラーによって記載され、タイプ産地はルソン島のラガイ湾付近であった。種小名の macularis は「斑点のある」という意味で、鱗にある灰色から青色の斑点に由来する。

## 形態

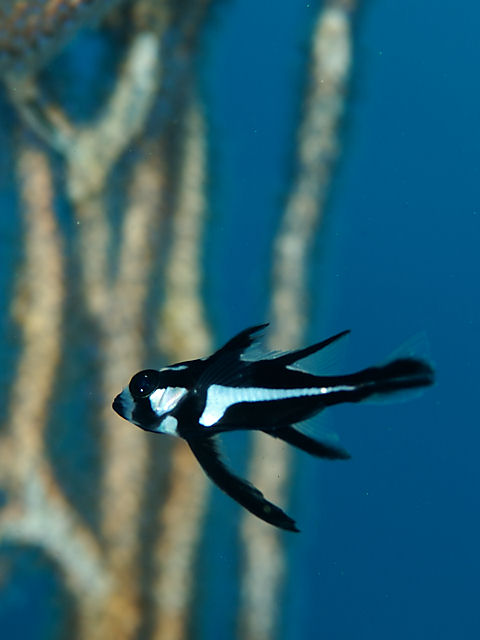
幼魚

体高は適度に高く、額は凸状で、口は大きい。前鰓蓋の下縁には深い切れ込みがある。顎には円錐形の歯列があり、前方の歯は長く、上顎の側面と下顎の前面には内側に剛毛のような歯帯がある。鋤骨歯は、ほぼ山形のパッチ状に配置されている。背鰭は10棘と13 - 14軟条から、臀鰭は3棘と10軟条から成る。背鰭と臀鰭の後端は尖る。胸鰭は長く肛門まで伸び、17 - 18本の鰭条から成る。尾鰭は二叉する。体長20 cm以下の個体は腹鰭が非常に長い。全長は最大60 cmに達する。成魚は背側が濃い灰褐色で、頭と腹側が黄色である。頭には細い青い線と小さな斑点がある。体の鱗には青い線または点線が入る。幼魚は黒と白のまだら模様で、背中に五つの斑点がある。若魚は幼魚と似るが、背中の斑点がより多く、他の黒い部分には小さな白い斑点がある。成魚には幼魚の模様が残っている場合がある。

## 分布と生息地
インド太平洋に広く分布するが、マダラタルミとの混同のためあまり知られていない。インド洋ではチャゴス諸島、モルディブ、インド南西部に、太平洋ではアンダマン海、スマトラ島、東はサモア、フェニックス諸島、北は台湾と八重山諸島、南はオーストラリアまで分布する。オーストラリアでは西オーストラリア州北部の沖合、ティモール海のアシュモア・カルティエ諸島、ノーザンテリトリーのアラフラ海、クイーンズランド州のグレートバリアリーフに分布する。珊瑚海やクリスマス島でも見られる。サンゴ礁のラグーン、急な外側斜面、サンゴ礁の深い斜面に生息する。幼魚はウミユリやシカツノサンゴ、海綿動物の付近で単独で生活する。

## 生態
大型のプランクトン、魚、甲殻類を捕食する夜行性の肉食魚である。成魚は群れを作ることがあり、マダラタルミと混泳することもある。寿命は通常40 - 50年だが、ローリー礁群での調査では81歳の個体が発見された。

## 人との関わり
釣り、刺し網、罠、スピアフィッシングなどで漁獲され、鮮魚として販売される。